# Perotrochus tosatoi
Perotrochus tosatoi is een slakkensoort uit de familie van de Pleurotomariidae. De wetenschappelijke naam van de soort is voor het eerst geldig gepubliceerd in 2005 door Anseeuw, Goto & Abdi.